# Zeinab Esmaili
Zeinab Esmaili es una deportista iraní que compite en taekwondo. Ganó una medalla de bronce en el Campeonato Asiático de Taekwondo de 2021 en la categoría de –73 kg.

## Palmarés internacional
| Campeonato Asiático | Campeonato Asiático | Campeonato Asiático | Campeonato Asiático |
| Año                 | Lugar               | Medalla             | Categoría           |
| ------------------- | ------------------- | ------------------- | ------------------- |
| 2021                | Beirut (Líbano)     | Medalla de bronce   | –73 kg              |